# Argyropelecus

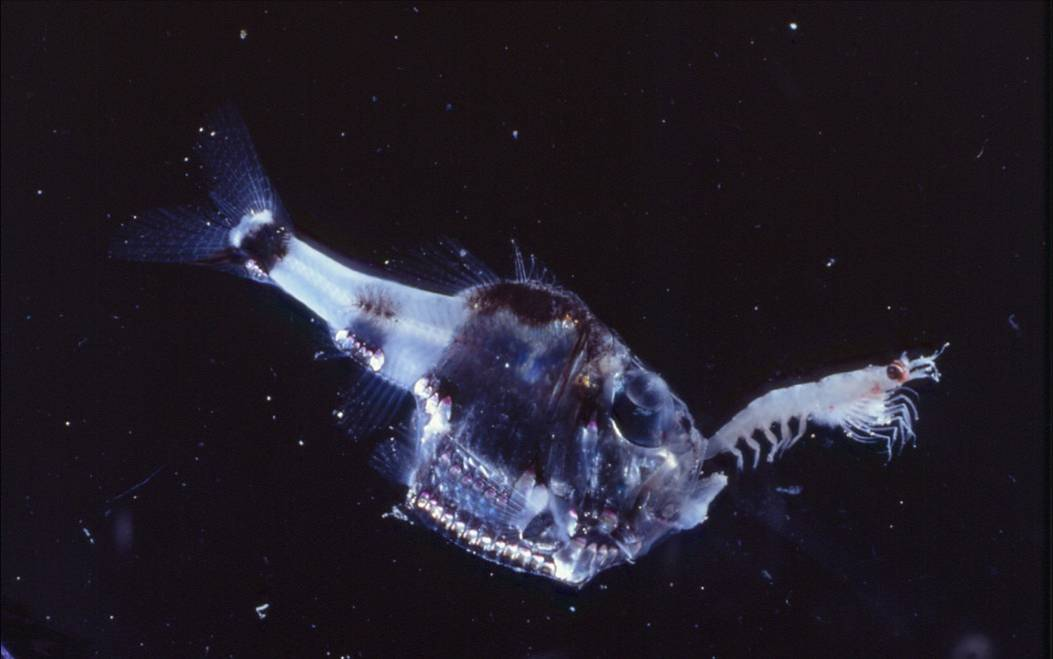
Pez hacha ganchudo (A. hemigymnus) capturando una presa.

Los peces-hacha del género Argyropelecus son peces marinos de la familia sternoptíquidos, distribuidos por las aguas profundas abisales del océano Atlántico y del océano Pacífico.

## Especies
Existen siete especies válidas en este género:
- Argyropelecus aculeatus (Valenciennes, 1850) - pez hacha plateado
- Argyropelecus affinis (Garman, 1899) - pez hacha laminado
- Argyropelecus gigas (Norman, 1930) - Pez hacha plateado gigante
- Argyropelecus hemigymnus (Cocco, 1829) - pez hacha ganchudo
- Argyropelecus lychnus (Garman, 1899)
- Argyropelecus olfersii (Cuvier, 1829) - pez hacha luminoso
- Argyropelecus sladeni (Regan, 1908)